# بن توزر
بن توزر (بالإنجليزية: Ben Tozer)‏ (1 مارس 1990 ببليموث في المملكة المتحدة - ) هو لاعب كرة قدم بريطاني في مركزي الدفاع والظهير. لعب مع سويندون تاون وكولتشستر يونايتد ونيوكاسل يونايتد ويوفل تاون ونادي نورثامبتون تاون.

## وصلات خارجية
- بن توزر على موقع قاعدة بيانات كرة القدم.إي يو (الإنجليزية)
- بن توزر على موقع Soccerbase.com (لاعب) (الإنجليزية)
- بن توزر على موقع عالم كرة القدم.نت (الإنجليزية)